# Patro Eisden Maasmechelen

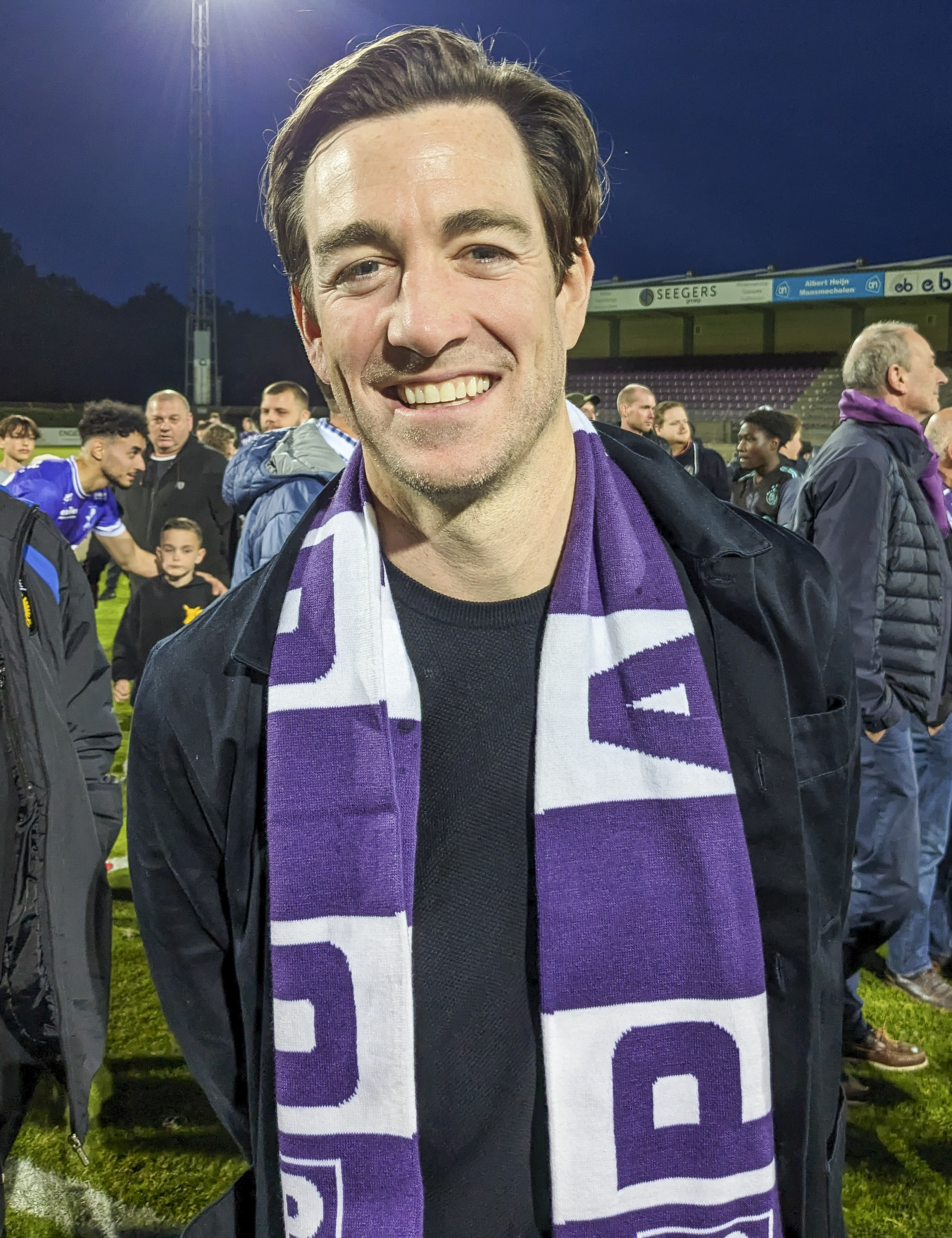
Voorzitter Coley Parry

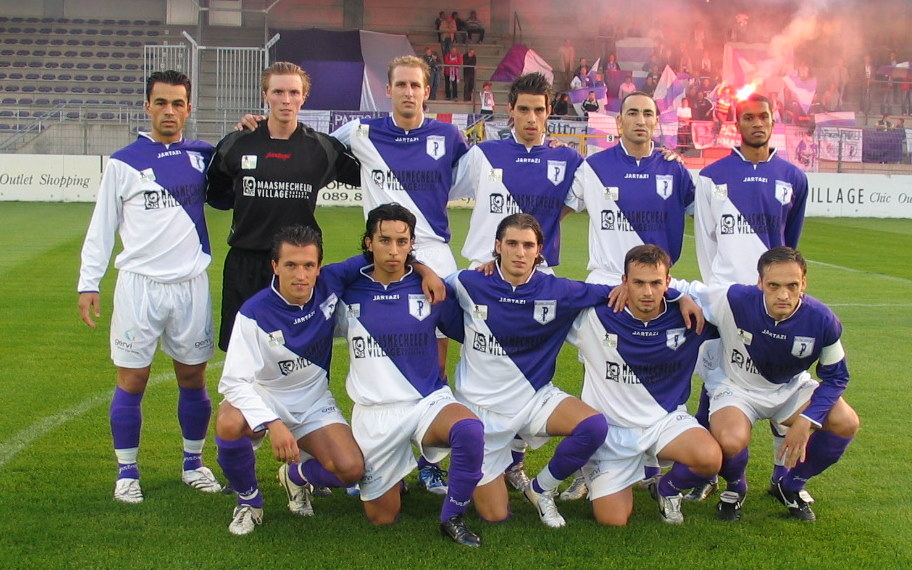
Ploegfoto seizoen 2007-2008 (zie foto-informatie)

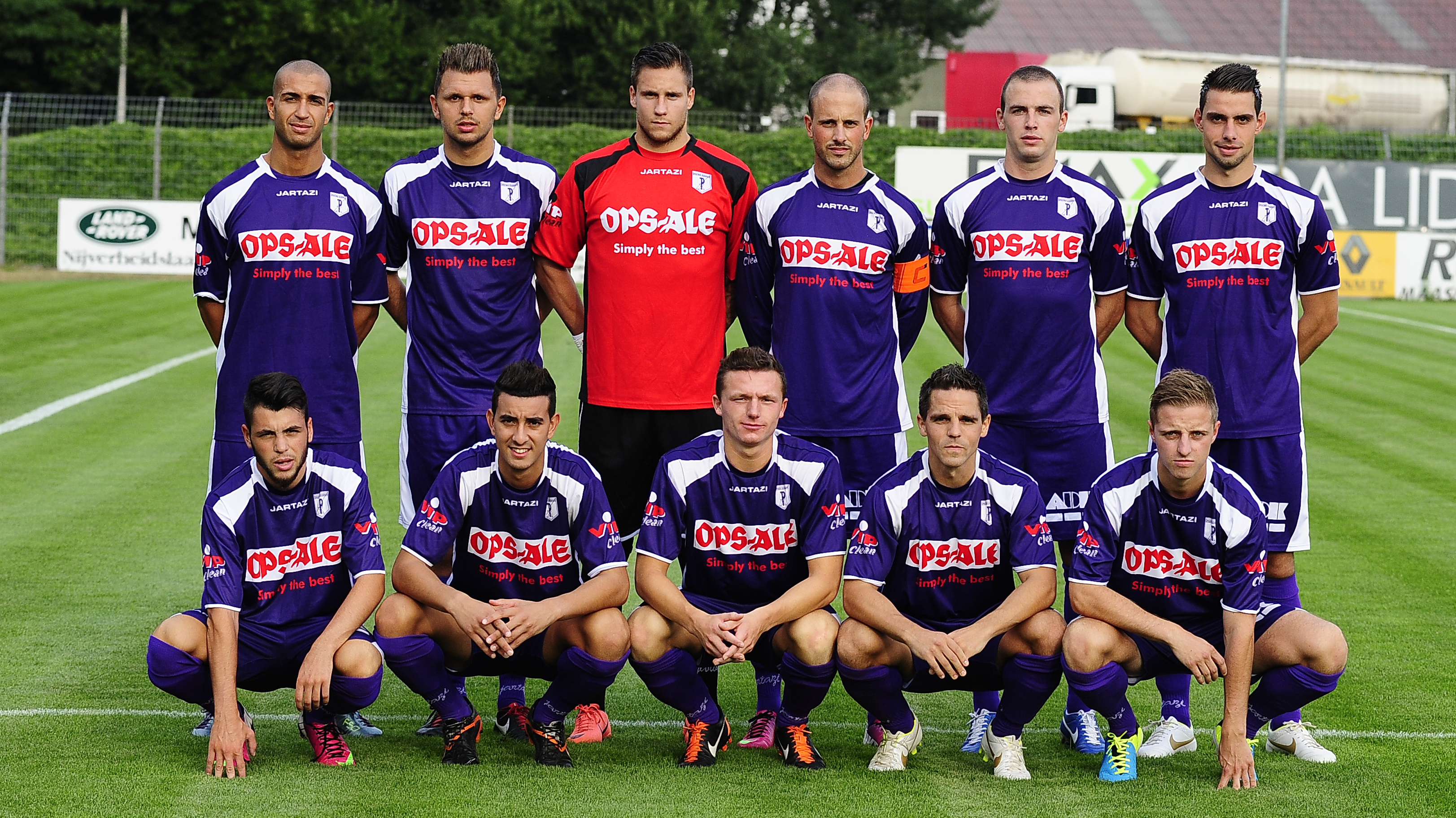
Een selectie van spelers bij de aanvang van het seizoen 2013-2014 (zie foto-informatie)

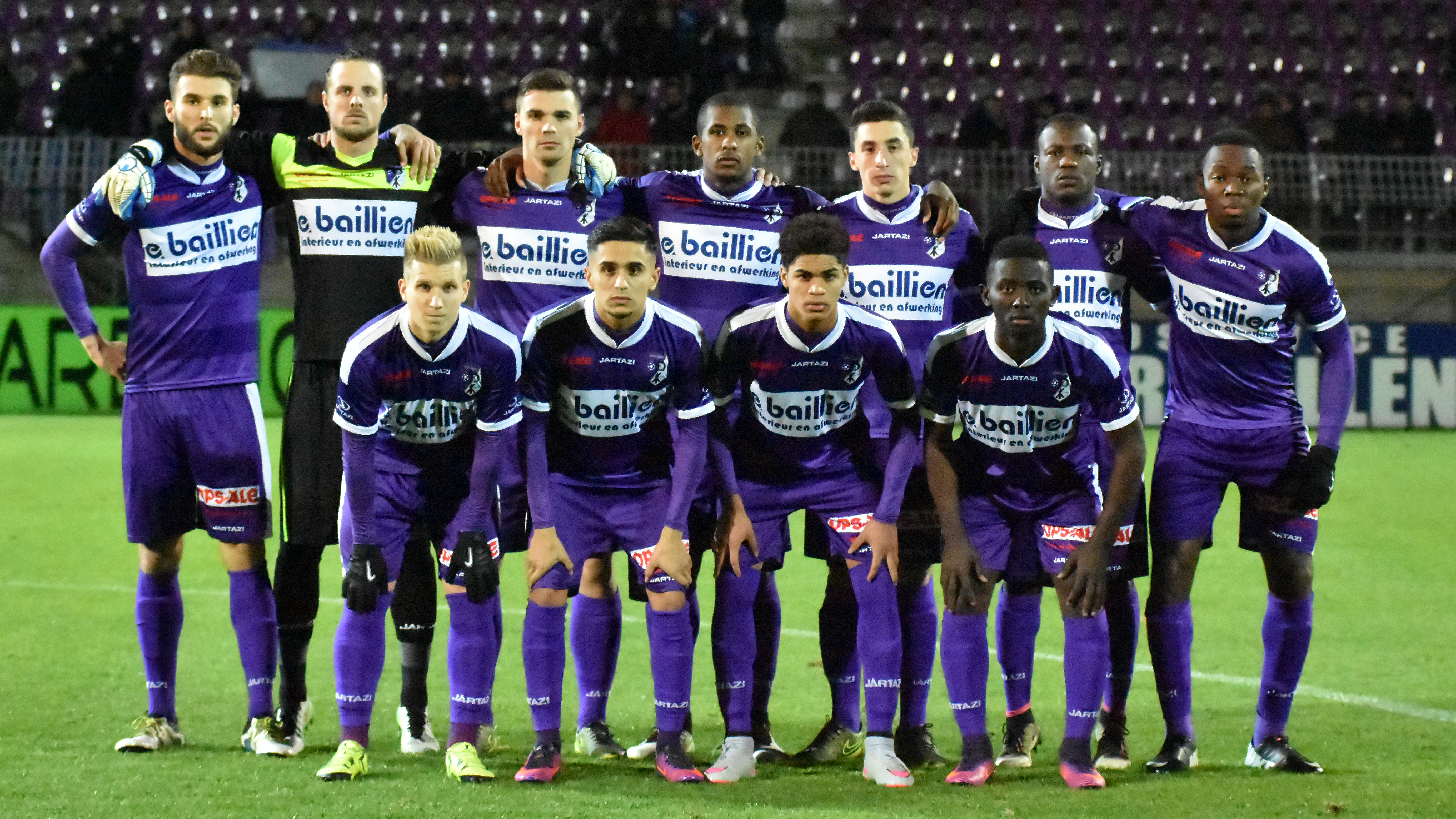
Een selectie van spelers tijdens het seizoen 2016-2017

Patro Eisden Maasmechelen is een Belgische voetbalclub uit Maasmechelen. De club is aangesloten bij de KBVB met stamnummer 3434 en heeft paars-wit als clubkleuren. Patro Eisden treedt aan in de Challenger Pro League (CPL). 
Het oude stadion lag naast de Kastanjelaan in Eisden-Tuinwijk op een terrein geschonken door voormalig koolmijndirecteur Oscar Seutin. Die locatie werd bij aanvang van het seizoen 2002-2003 verlaten. Momenteel speelt de club haar wedstrijden in het Gemeentelijke Sportparkstadion tegenover de oude mijngebouwen van Eisden.

## Geschiedenis

### Stichting
De oorspronkelijke naam van de club, gesticht in 1938 door kapelaan Maurice Vanschoenbeek (onderpastoor in Eisden vanaf 1934  en later pastoor in Schakkebroek en Leopoldsburg), was VV Patro Eisden waarbij Patro aangeeft dat deze club een patronaatsclub was. De club was aangesloten bij de Vlaamsche Voetbalbond. Vanschoenbeek stichtte de club om te vermijden dat talentvolle jonge spelers zonder club maar onder het patronaat van de plaatselijke geestelijkheid door omliggende ploegen werden gerekruteerd. VV Patro Eisden werd op 10 juli 1942 opgenomen in de Koninklijke Belgische Voetbalbond met de stichter als proost en leidinggevenden van de steenkoolmijn als erevoorzitter en voorzitter. Kapelaan Steyfkens voorzag in het reglement een aantal regels waardoor de parochie de overhand behield bij het bestuur van de club.
In 1950 kwam Patro in Derde Nationale uit, in het seizoen 1956-1957 in Tweede Klasse. Op het einde van het seizoen 1959-1960 volgde promotie naar Eerste Klasse na een gewonnen testmatch na samen met Cercle Brugge op de tweede plaats te zijn geëindigd. Op 15 mei 1960 versloeg Patro Cercle Brugge met 2-1 op het veld van Club Mechelen na doelpunten van Martin Conings en Lino Marana. Degradatie volgde al na een jaar in hoogste afdeling.

### Patro en Blavier
Scheidsrechter Arthur Blavier floot een opgemerkte wedstrijd Patro-Union in 1963. Toen hij voor Union een tweede strafschop floot werd hij op het veld bedreigd door een lokale supporter. De thuisspelers geraakten zo geïrriteerd door zijn beslissingen dat zij zich ook tegen hem keerden. In het scheidsrechtersverslag stelde Blavier dat ploegkapitein en verdediger Paul Schreurs, hem fysiek mishandelde terwijl Schreurs net probeerde hem te beschermen tegen de verbale agressie van zijn medemaats. Blavier stelde zijn rapport zo op dat Schreurs tot het einde van het seizoen werd geschorst. Patro werd zwaar gestraft met onder meer twee wedstrijden (tegen Kortrijk Sport en CS Verviers) achter gesloten deuren. Bij de eerste wedstrijd had men, ondanks sneeuw en winterkoude, toch 580 betalende toeschouwers die een plaats hadden gevonden op banken achter de omheining.

### De jaren zeventig
In 1970 zakte Patro opnieuw naar Derde. Op het einde van het seizoen 1971/72 moest een testwedstrijd tussen Patro en KFC Winterslag beslissen wie naar Tweede Nationale zou promoveren. De eerste wedstrijd vond plaats in het stadion van Thor Waterschei op 24 april voor 16.000 toeschouwers. Patro trad aan met: Bruyninckx, Castermans, Chini, Thijs, Van Der Borght, Seifert, Maussen, Thorez (80 min. Obermayer), Ramaekers, Kuypers (81 min. Punga) en Kaiser. De wedstrijd eindigde op 3-3 na verlengingen. De doelpunten waren van Maussen (1-0, 6de min), Gijbels (1-1, 40 min), Corthouts (1-2, 54ste min), Chini (2-2, 89ste min), Obermayer (3-2, 99ste min), Metten (3-3, 115de min). De tweede testwedstrijd vond plaats op 1 mei 1972 in het stadion van Beringen FC voor 21.000 toeschouwers. Patro verloor de wedstrijd met 1-2. In de opstelling werd Van Der Borght vervangen door Keymis. Baiamonte scoorde voor Winterslag, Kuypers scoorde tegen en Cuyvers zorgde voor de treffer die promotie voor Winterslag opleverde.
Rond deze periode kon de jonge beloftevolle verdediger Mathy Billen op interesse rekenen van Standard Luik. De club hoopte op een mooie transfersom, tot makelaar Paul Stefani een gaatje vond in het contract, waaruit bleek dat de speler niet beschermd was en gratis kon vertrekken. Geldschieter en bestuurslid Jos Vaessen van Patro was woedend; de vete tussen beide zou blijven bestaan, onder andere decennia later, in 2006, bij een mogelijke transfer Steven Defour van KRC Genk, de club waar Vaessen ondertussen voorzitter was, naar AFC Ajax. Defour had Stefani als zaakwaarnemer en de zaak sleepte dan ook lang aan.
In 1975 kon men toch even terug naar Tweede. Trainer van 1975 tot 1977 was Leo Canjels. Speler Lei Clijsters kwam over van Club Brugge. Het verblijf duurde niet lang, want kort daarna, in 1978, zakte de ploeg opnieuw. In 1979 werd Janusz Kowalik speler-trainer.

### De jaren tachtig
In 1981 werd de club naar Vierde Klasse verwezen, na een bezwaarschrift van Witgoor Dessel en FC Turnhout tegen de club, na een jaartje dwong Patro echter direct de terugkeer af onder trainer Gerard Pummy Bergholtz.
In 1984 promoveerde de ploeg opnieuw naar Tweede Klasse. Patro haalde de kwartfinale in de Beker van België 1987-88 waar het werd uitgeschakeld door Standard Luik.
In 1988 kon men dankzij een derde plaats deelnemen aan de eindronde, maar de club kon opnieuw geen promotie naar Eerste afdwingen. De club kreeg bij het 50-jarige bestaan de naam K. Patro Eisden.

### Degradatie en fusieplannen
In 1992 degradeerde de ploeg opnieuw en de belangstelling van de supporters daalde. Onder trainer Lei Clijsters kon Patro in 1994 nog even terug naar Tweede, maar veel fans bleven weg. In 1998 nam men de naam K. Maasland Maasmechelen aan, in 2001 K. Patro Maasmechelen. In 2001-2002 eindigde de ploeg laatste, maar dankzij financiële problemen van andere clubs kon de ploeg in Tweede blijven. Het volgende seizoen herhaalde dit scenario zich. Bij de aanvang van het seizoen 2002-2003 verhuisde Patro van de Kastanjelaan naar het nieuwe gemeentelijke sportstadion aan de Kolenmijn Limburg Maaslaan.

### Nieuwe degradatie
Op het einde van het seizoen 2004-2005 werd de vzw opgedoekt en omdat Patro op een degradatieplaats was terechtgekomen (met René Trost als trainer) en de overdracht van het patrimonium niet correct gebeurde, volgde degradatie naar Vierde Klasse. De club startte de competitie met een negatief puntenaantal van 9 en nam in 2005 een naam aan die opnieuw verwees naar vroeger: Patro Eisden Maasmechelen.
In het seizoen 2005/06 stond de club voor de tweede maal onder leiding van oud-internationaal Nico Claesen. De puntenoogst in de eerste helft van het seizoen was mager en men trok tijdens de winterstop enkele spelers met ervaring aan. Jacky Peeters kwam de rangen in maart 2006 versterken. Het bleef spannend tot de laatste speeldag en de club wist barragewedstrijden te ontlopen door, via 0-3 winst op het veld van KFC Zwarte Leeuw, op een veilige twaalfde plaats te eindigen. Twee sterkhouders verlieten de club: Muslum Karabulut (23 goals) tekende bij KVK Tienen, Soeris Baidjoe vertrok naar een andere tweedeklasser, Red Star Waasland.

### Terug naar Derde

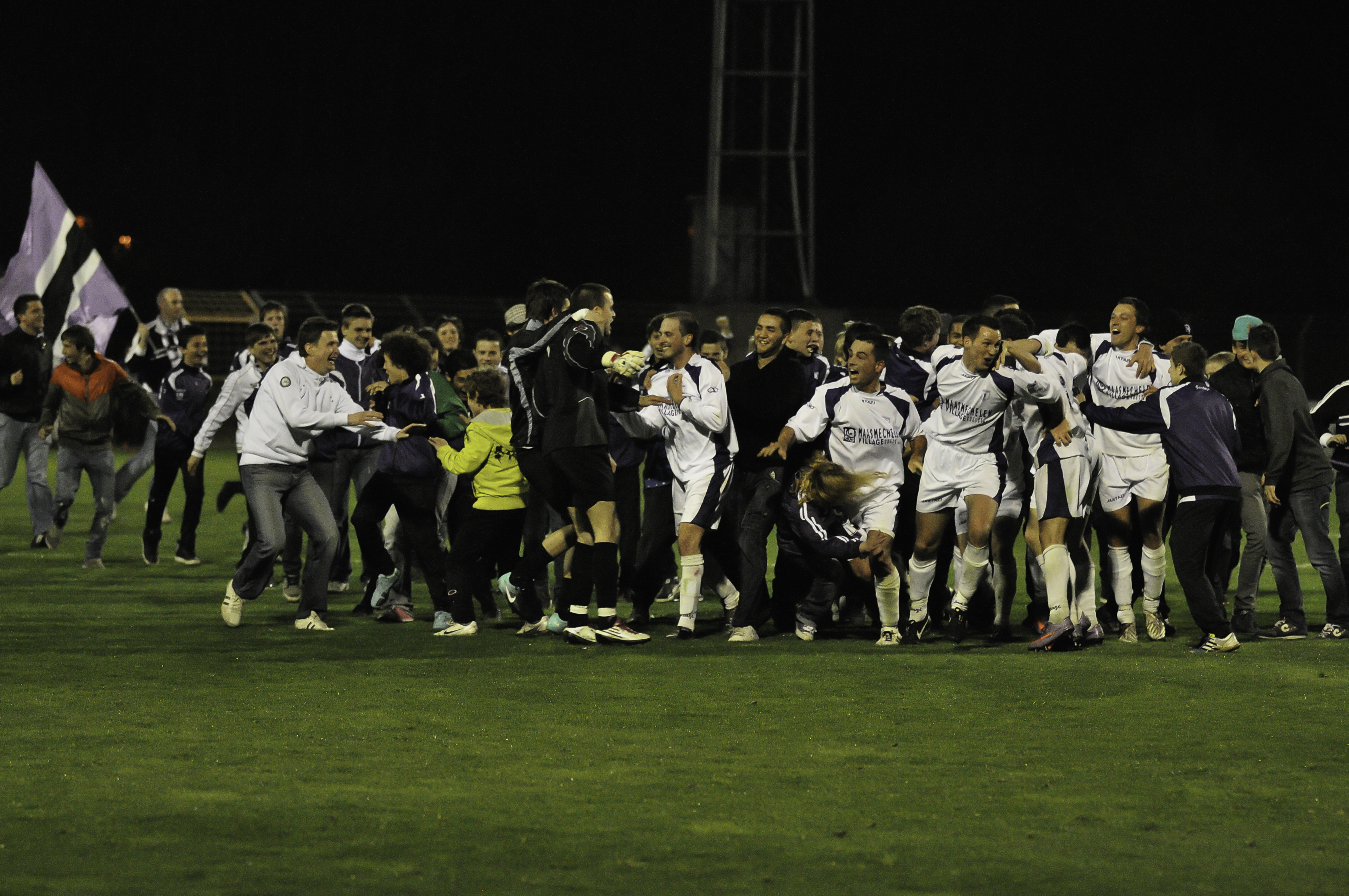
Na de wedstrijd tegen KESK Leopoldsburg (seizoen 2010-2011)

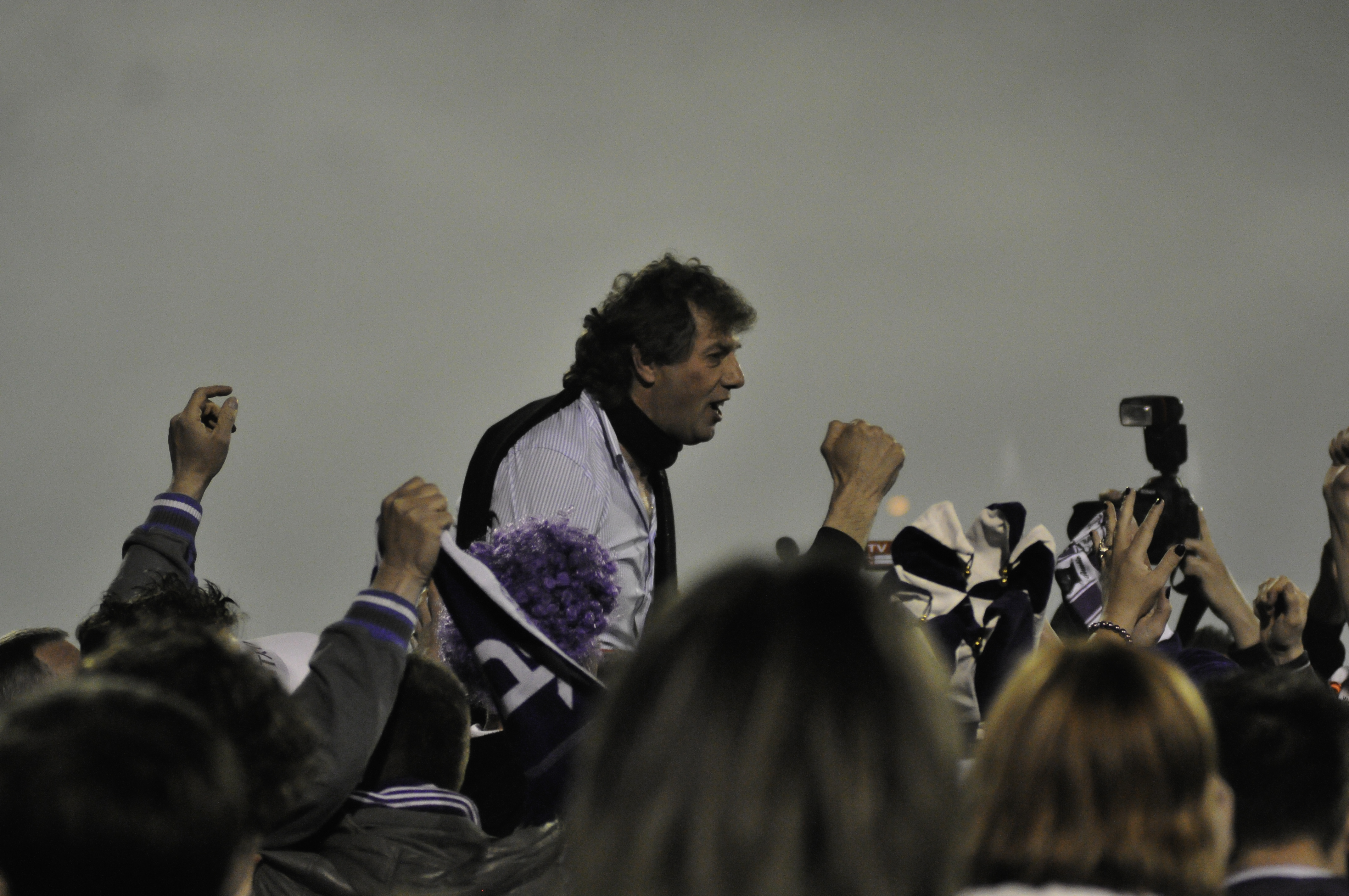
Norbert Beuls na het behalen van de titel in 2011

In het seizoen 2010/11 keerde Soeris Baidjoe via een omweg langs Excelsior Veldwezelt terug en onder leiding van Norbert Beuls werd de eerste periodetitel binnengehaald. De ploeg zette vanaf de start van het seizoen een reeks van 13 ongeslagen wedstrijden neer die 33 punten opleverde. Op de 27ste speeldag wist Patro zich te verzekeren van de titel en zo promoveerde de club weer naar Derde Klasse. Tijdens het seizoen 2011-2012 stond de club in de onderste regionen geklasseerd en het was eerder te danken aan het karige puntengewin van de clubs die onder hen stonden gerangschikt dat het behoud werd verzekerd. Norbert Beuls en zijn staf mochten andere oorden opzoeken.
2012/13 met Eric Eurlings als trainer leverde een derde plaats op met een eindtotaal van 67 punten en deelname aan de eindronde waarin Patro Bocholter VV uitschakelde in de eerste ronde. Patro won in Bocholt met 0-2 en op eigen veld met 2-1, maar in de volgende ronde werd het uitgeschakeld door KRC Mechelen.

### De terugkeer naar Tweede Klasse
In 2013/14 bereikte Patro opnieuw de eindronde. Daar won men de finale van Union Saint-Gilloise en zo bereikte de club na een decennium opnieuw Tweede Klasse. Tijdens de bekercampagne van het seizoen 2014-2015 zette Patro KSK Hasselt opzij via een uitoverwinning met het kleinste verschil. De loting voor de volgende ronde leverde RSC Anderlecht op als tegenstander. Patro werd uitgeschakeld na verlengingen met 3-5. Het seizoen eindigde teleurstellend met een 16e plaats als resultaat en deelname aan de degradatieronde. Uiteindelijk kwam het niet zo ver omwille van het faillissement van RAEC Mons.
Het seizoen 2015-2016 begon zonder Christophe Martin Suarez die bij KSV Roeselare had getekend. In de beker van België kwam Patro in de 16e finale uit tegen Club Brugge en verloor op eigen veld met 0-4. Het seizoen startte dramatisch ondanks het aantrekken van een vijftiental spelers. Dat leidde ertoe dat na tegenvallende resultaten en de nederlaag op eigen veld tegen FC Antwerp (1-4) trainer Dražen Brnčić in december 2015 naar RFC Seraing verhuisde. De club haalde Nico Claesen terug, die voor de derde keer de ploeg onder zijn hoede kreeg. Na twee oefenwedstrijden haalde hij de grove borstel door de selectie en stuurde acht kernspelers naar de B-kern en verving ze door zes jongeren. Hij slaagde er in de spelers opnieuw te motiveren en dankzij een paar overwinningen eindigde Patro op de 15e plaats met 24 punten. De spits Nicolas Orye verkaste naar KVRS Waasland - SK Beveren.

### Competitiehervorming en overname door een investeringsgroep
Door de herschikking van de afdelingen en de 15e plaats kwam Patro in 2016 in de Eerste klasse amateurs terecht. In de aanloop naar het nieuwe seizoen 2016-2017 werd Nico Claesen ontslagen en vervangen door de hulptrainer Rikie Broeckx. In het najaar van 2016 werd de financiële situatie onhoudbaar bij de club en een Brits-Chinese investeringsgroep bereikte een akkoord met Patro om de VZW om te vormen tot NV. In die overgang en met akkoord van voorzitter Robert Stevens nam half december 2016 de Chinees Wayne Woo het voorzitterschap over.

### De trainerscarrousel en de perikelen rond de overname
Riki Broeckx en hulpcoach Beppi Chini werden ontslagen en op 15 december 2016 vervangen door Guido Brepoels en Mirko Licata. Half maart 2017 ging de stoelendans verder toen Brepoels naar de jeugd werd verwezen en Danny Boffin, een week trainer bij derdeprovincialer Bolderberg, zijn functie overnam. Later dat seizoen mocht Brepoels verder fungeren als T2 van Boffin. Op 5 februari 2018 kondigde Patro het ontslag van Danny Boffin aan, na onderling overleg. Het volgde op een nieuwe zware nederlaag, namelijk met 6-0 op het veld van KSK Heist en 10 gewonnen punten na 20 wedstrijden. Twee dagen later nam Guido Brepoels de taak als hoofdtrainer opnieuw op met een contract voor het lopend seizoen en een optie op het volgende. In maart 2018 meldde de club dat Stijn Stijnen de nieuwe trainer vanaf het volgend seizoen zou worden en kon Brepoels de verlenging van zijn contract vergeten. Op 10 april volgde een nieuwe wending in het verhaal toen de club meldde dat Brepoels en hulptrainer Bokken onmiddellijk moesten opkrassen en hun taak voor de drie resterende wedstrijden werd overgenomen door Aziz Redji, trainer van de beloften.

#### Verkoop door Wayne Woo
Patro eindigde na een turbulent seizoen op de laatste plaats met amper 14 punten en drie gewonnen wedstrijden en degradeerde naar de Tweede klasse Am.. Het voortbestaan van de club werd onzeker; de Chinese eigenaar bleef onduidelijk over het al of niet verkopen van de club. Op 1 augustus 2018 kondigde club aan dat Woo de club had verkocht. Wie de overnemers waren werd niet bekendgemaakt. Toen bleek dat voorzitter Wayne Woo de club aan zakenpartners wilde verkopen, spanden vijf leden van de vzw een rechtszaak in bij de Kamer van Koophandel. Op 16 augustus 2018 besliste de rechter de bevoegdheden van de voorzitter voor minstens een maand te ontnemen. Het beheer werd tijdelijk overgenomen door een advocatenbureau.

#### Salazar Azimi en Patro
Op 31 oktober 2018 nam de Iraanse zakenman Salar Azimi het voorzitterschap over. Leden van de vzw werden Stijn Stijnen, Salar Azimi en vijf familieleden van Azimi. De vijf lokale leden die nog in de vzw zetelden werden weggestemd. Onder Stijnen zette Patro een reeks van 26 ongeslagen wedstrijden (Trofee Jules Pappaert voor amateurs) en haalde de ruime puntenachterstand tegen Sporting Hasselt op en sloot het seizoen als kampioen af.

#### Devon Davenport en Patro
Op 21 december 2020 raakte bekend dat voorzitter Salar Azimi en zijn ploeg ontslag hadden genomen en de club werd overgenomen door een Engelse overnemer Derrick Devonport, die de ambitie uitsprak om de club te professionaliseren. Hij speelde ook een rol tijdens de overname door de Chinees Woo in het seizoen 2016-2017. Op 12 mei 2021 werd er officieel gecommuniceerd dat er afscheid werd genomen van het huidige bestuur onder leiding van Derrick Devonport wegens het niet kunnen nakomen van de beloofde financieringen. De club kreeg een positief rapport voor het Belgisch Arbitragehof voor de Sport (BAS) en kwam vanaf 12 mei 2021  in handen van trainer Stijn Stijnen, aanvoerder Wouter Corstjens en secretaris Rik Vliegen. Een Nederlandse investeringsmaatschappij kondigde in april 2018 aan de nieuwe geldschieter van de traditieclub te willen worden. Het draaide op een sisser uit.

#### Common Group en Patro
In december 2021 kondigde het toenmalig Patrobestuur de overname aan door Common Group, een Amerikaanse maatschappij, die in 2022 eveneens een (naar nu blijkt mislukte) poging ondernam om SBV Vitesse over te nemen. Coley Parry werd Patro's nieuwe voorzitter en samen met trainer Stijn Stijnen dwong de club in het seizoen 2022-2023 de promotie af naar Eerste klasse B, ook Challenger Pro League genoemd, vijf wedstrijden voor het einde van de competitie. De titel werd op de laatste speeldag behaald tegen KFC Dessel Sport via een 3-0 overwinning. Spelers die regelmatig de selectie haalden waren: Jordi Belin, Henk Dijkhuizen, Jordan Renson, Wouter Corstjens, Elvis Mehanovic, Kevin Kis, Yassin Gueroui, Simon Bammens, Leslie Bamona, Roman Ferber, Yacine Bentayeb, Mehdi Bounou en Elisha Sam Bruce.
Voor de aanvang van het seizoen 2023-2024 raakte bekend dat voormalig internationaal Luc Nilis werd opgenomen in de trainersstaf van de club. Stef Peeters tekende een contract voor vier seizoenen in augustus 2023. In januari 2024 maakte Lukas Van Eenoo de overstap tot 2026.
Opmerkelijk was de transfer van Anis Hadj Moussa vanaf 1 juli 2024 tot 30 juni 2029 naar Feyenoord die in april 2024 werd bekendgemaakt. Eerder in het seizoen was hij door Patro verhuurd aan Vitesse. Sportief directeur Stijn Stijnen klopte daarmee de duurste uitgaande transfer uit de clubgeschiedenis af. 

#### Seizoen 2023-2024
De reguliere competitie werd als promovendus afgesloten met een overwinning op het veld van Beerschot. Men eindigde met 51 punten op de zesde plaats waardoor de club mocht deelnemen aan de nacompetitie. In de eindronde verloor Patro thuis met 0-4 en de terugwedstrijdstrijd in Deinze eindigde op 2-1. 

#### Seizoen 2024-2025
De club bereikte opnieuw de nacompetitie door vijfde te eindigen. In de Promotion Play-offs schakelde Patro eerst SK Beveren (3-2 thuis en 1-2 uit) en dan KSC Lokeren-Temse uit (1-2 uit en 1-1 thuis). In de finale kwam Patro tegen Cercle Brugge uit om promotie naar de hoogste klasse af te dwingen. Patro werd uitgeschakeld via 1-5 verlies thuis en 3-1 verlies uit. Het was dezelfde tegenstander als die waar Patro in 1960 tegen uitkwam om te promoveren naar de hoogste afdeling.

## Jeugdcomplex
Het gemeentebestuur van Maasmechelen investeerde 1 miljoen euro in de bouw van een nieuw jeugdcomplex bij het stadion. Dat werd bekend op 6 december 2019. Tot dan toe werkte de jeugd zijn wedstrijden en trainingen af op de terreinen aan de Kastanjelaan en Louis Mercierlaan.

Het nieuwe jeugdcomplex werd afgewerkt in augustus 2024 en werd begin september 2024 in gebruik genomen. Het modern complex beschikt over een indoor soccerhal met kunstgrasveld en een tribune die zicht geeft over drie velden. 

Kampioen op 20 mei 2023
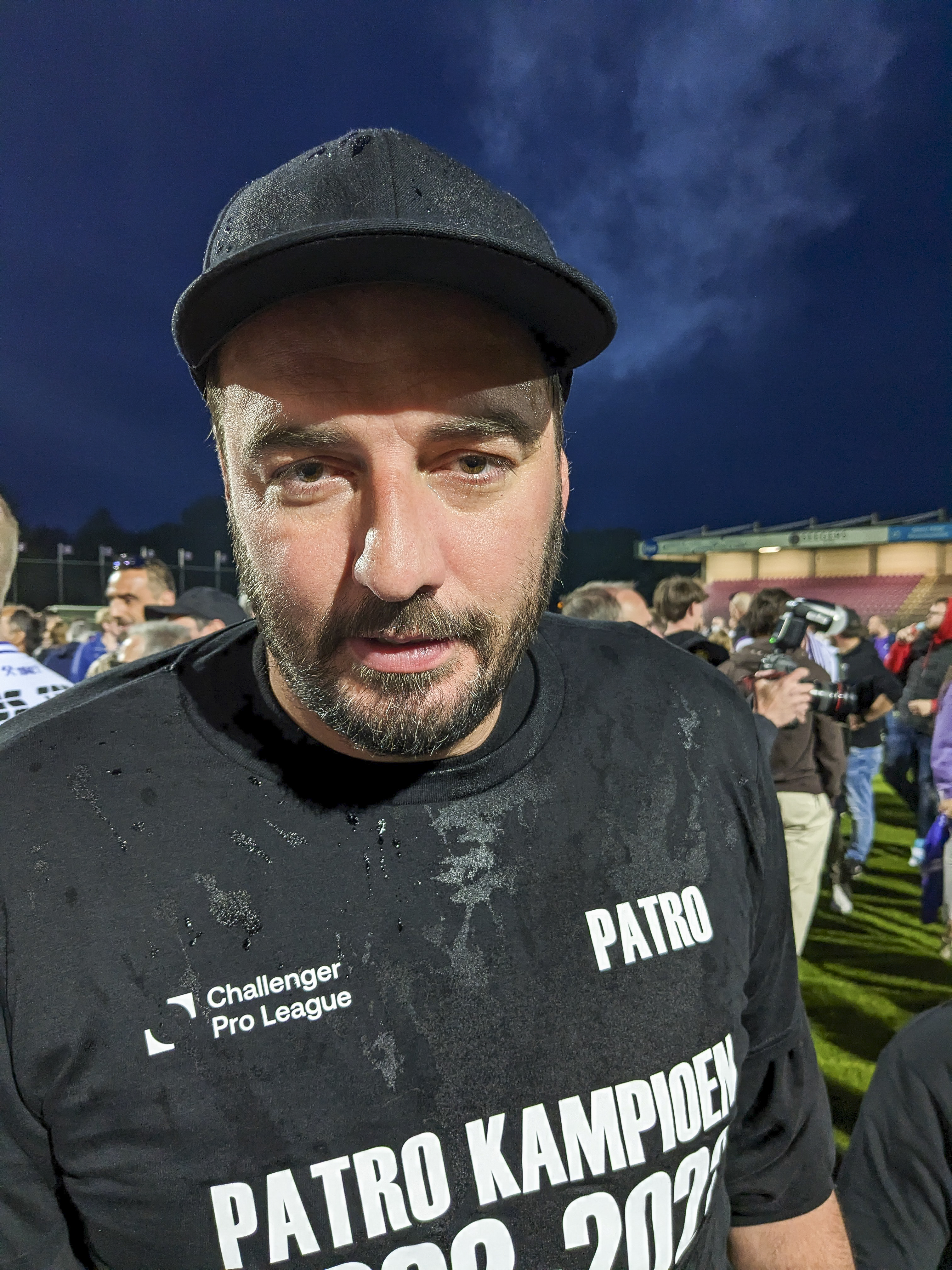
Stijn Stijnen na de titelwedstrijd tegen KFC Dessel Sport
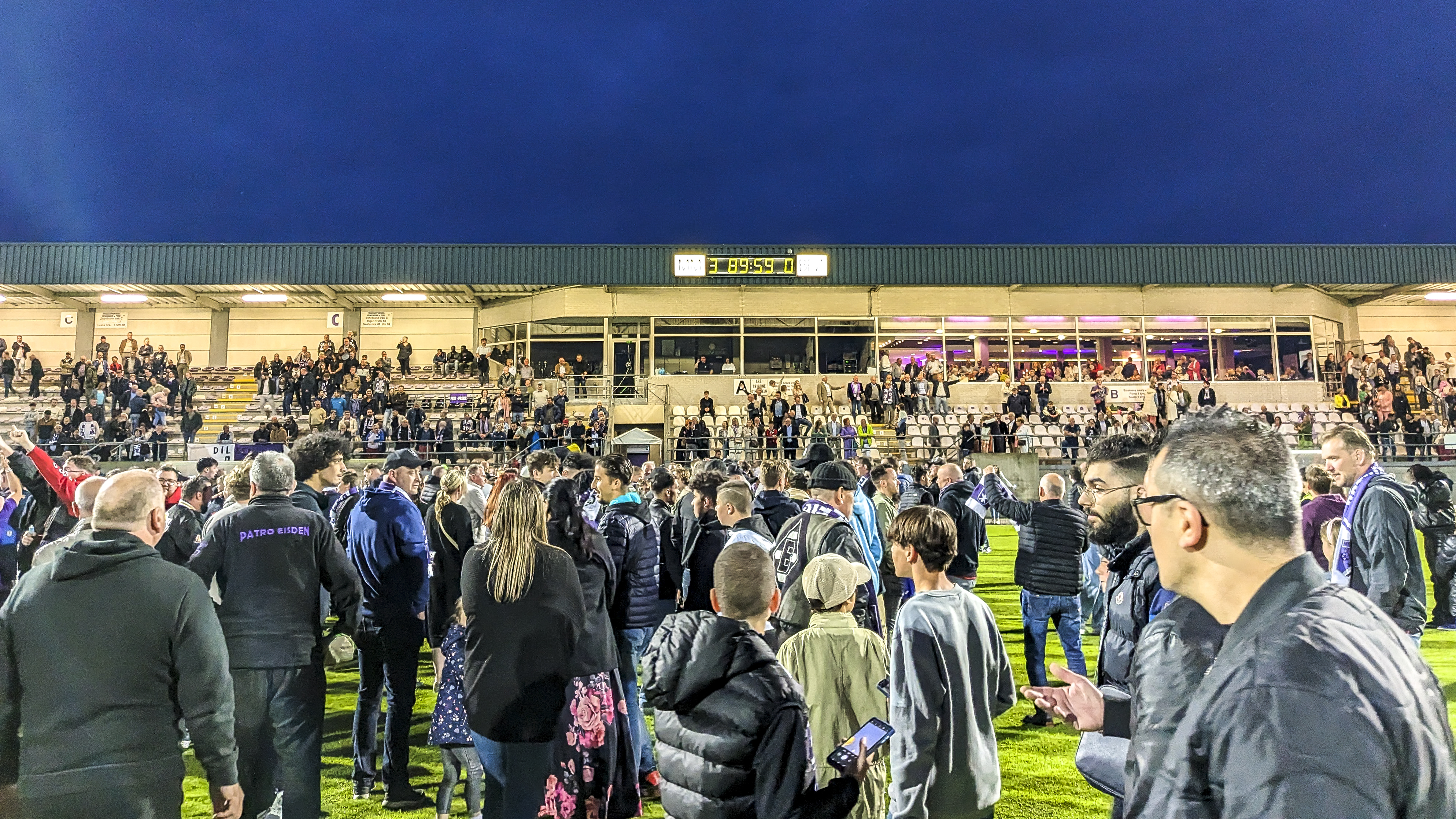
Het stadion op 20 mei 2023
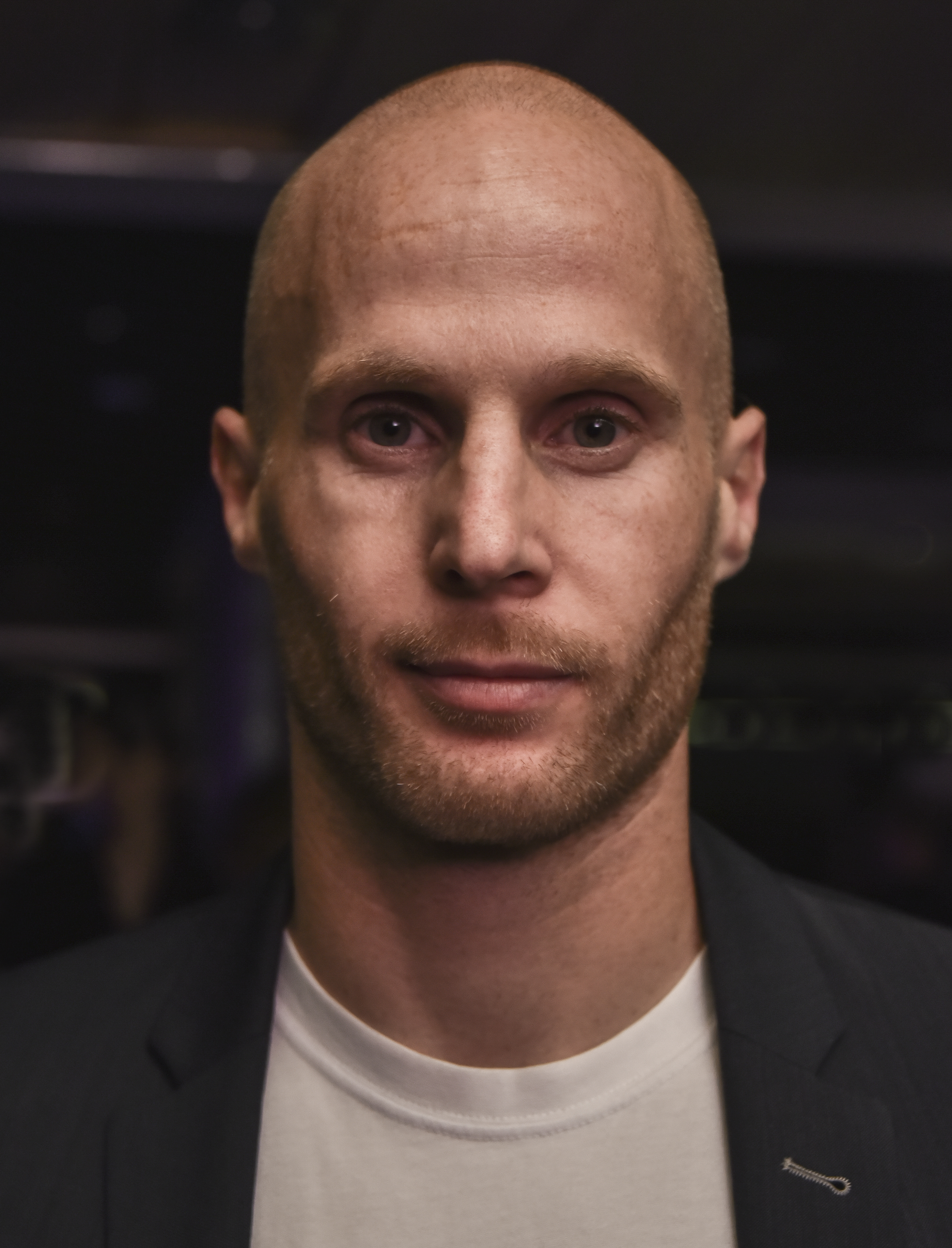
Kapitein Wouter Corstjens na het behalen van de kampioenstitel in 2023

## Galerij

Stef Peeters en Luc Nilis bij Patro
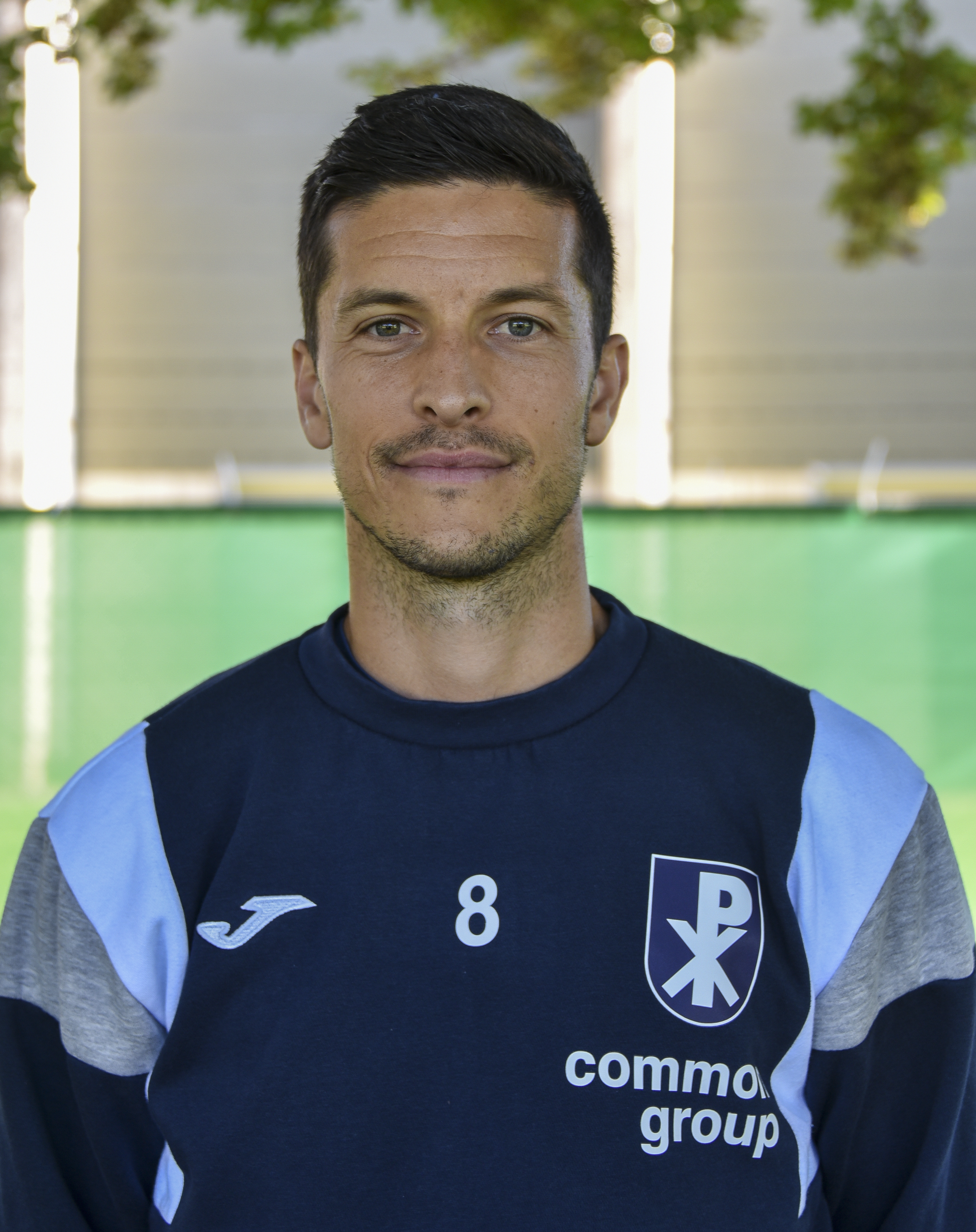
Stef Peeters
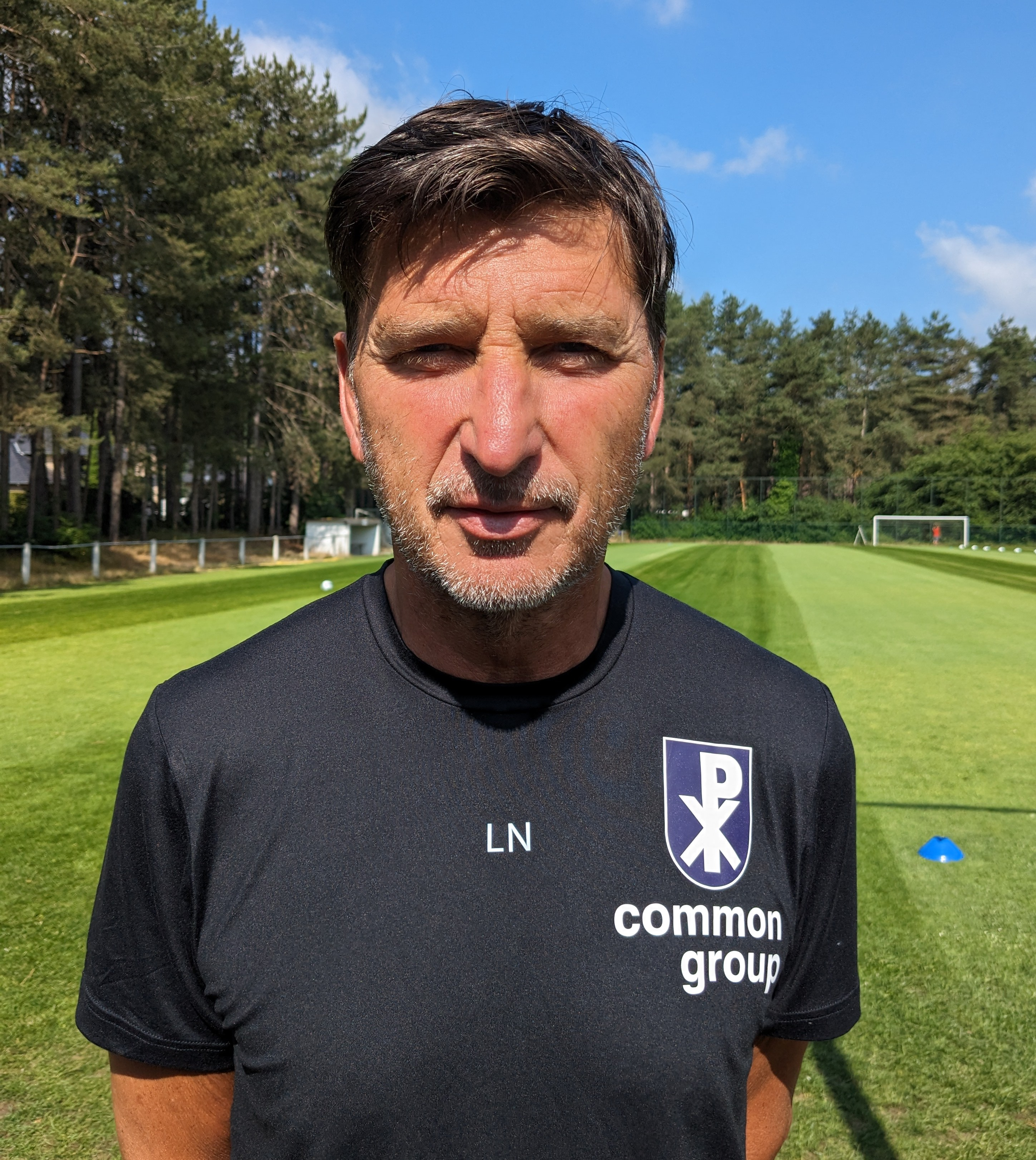
Luc Nilis

## Erelijst
Belgische tweede klasse
tweede (2): 1959/60, 1975/76, 2023/2024, 2024/2025
Belgische derde klasse
kampioen (4): 1955/56, 1974/75, 1983/84, 1993/94
tweede (5): 1954/55, 1970/71, 1971/72, 1979/80, 1980/81
Trofee Jules Pappaert
2018/2019
Tweede klasse amateurs
kampioen (1): 2018-2019
Eerste Nationale
kampioen (1): 2022-2023

## Selectie 2024/2025
| Nr            | Naam               | Nationaliteit | Geboortedatum | Bij de club sinds | Vorige club       |
| ------------- | ------------------ | ------------- | ------------- | ----------------- | ----------------- |
| Keepers       |                    |               |               |                   |                   |
| 1             | Gian Geladé        | België        | 23-09-2000    | 2024              | Dessel Sport      |
| 13            | Jordi Belin        | België        | 13-07-1995    | 2018              | Wallonia Walhain  |
| Verdedigers   |                    |               |               |                   |                   |
| 3             | Kevin Kis          | België        | 26-09-1990    | 2022              | Lommel SK         |
| 4             | Kjetil Borry       | België        | 16-08-1994    | 2024              | FCV Dender EH     |
| 6             | Henk Dijkhuizen    | Nederland     | 09-06-1992    | 2020              | TOP Oss           |
| 14            | Jordan Renson      | België        | 14-06-1996    | 2018              | Lommel SK         |
| 18            | Raoul Kenne        | Kameroen      | 25-03-1994    | 2018              | RFC Luik          |
| 30            | Simon Bammens      | België        | 16-05-1998    | 2023              | Thes Sport        |
| 52            | Raphaël Sarfo      | Nederland     | 08-01-2004    | 2024              | Ajax Amsterdam    |
| Middenvelders |                    |               |               |                   |                   |
| 7             | Lukas Van Eenoo    | België        | 06-02-1991    | 2024              | KVC Westerlo      |
| 8             | Stef Peeters       | België        | 09-02-1992    | 2023              | KAS Eupen         |
| 16            | Alessio Alessandro | België        | 29-04-1996    | 2019              | KVC Westerlo      |
| 20            | Reno Wilmots       | België        | 16-03-1997    | 2024              | RFC de Liège      |
| 22            | Thomas van Bommel  | Nederland     | 11-07-2002    | 2023              | MVV Maastricht    |
| 29            | Tom Pietermaat     | België        | 06-09-1992    | 2022              | Beerschot VA      |
| Aanvallers    |                    |               |               |                   |                   |
| 9             | Thijs Vloebergh    | België        | 19-09-1995    | 2024              | /                 |
| 10            | Keano Vanrafelghem | België        | 02-08-2003    | 2023              | Club Brugge       |
| 17            | Bilel Hassaini     | Frankrijk     | 21-03-2001    | 2023              | Olympic Charleroi |
| 19            | Elisha Sam         | België        | 31-03-1997    | 2022              | Notts County FC   |
| 48            | Adnane Abid        | België        | 23-08-2003    | 2024              | KRC Genk          |
| 55            | Arne Cuypers       | België        | 03-05-2001    | 2022              | KRC Genk          |
| 90            | Vicky Kiankaulua   | Frankrijk     | 03-08-2001    | 2024              | RAAL La Louvière  |

## Resultaten
| Als Patro Eisden                          |    |    |     |     |     |                                                          |                                                          | |                                           |
| 1947/48                                   |    |    |     |     | 4   | Tweede prov. Limb.                                       | 36                                                       | |                                           |
| 1948/49                                   |    |    |     |     | 5   | Tweede prov. Limb.                                       | 31                                                       | |                                           |
| 1949/50                                   |    |    |     |     | 1   | Tweede prov. Limb.                                       | 47                                                       | |                                           |
| 1950/51                                   |    |    |     | 3   |     | Bevordering C                                            | 35                                                       | |                                           |
| 1951/52                                   |    |    |     | 3   |     | Bevordering D                                            | 40                                                       | |                                           |
|                                           | I  | I  | II  | III | IV  | Vanaf 1952/53 zijn er 4 nationale niveaus                | Vanaf 1952/53 zijn er 4 nationale niveaus                | Vanaf 1952/53 zijn er 4 nationale niveaus | Vanaf 1952/53 zijn er 4 nationale niveaus |
| 1952/53                                   |    |    |     | 8   |     | Derde Klasse A                                           | 29                                                       | |                                           |
| 1953/54                                   |    |    |     | 8   |     | Derde Klasse B                                           | 29                                                       | |                                           |
| 1954/55                                   |    |    |     | 2   |     | Derde Klasse A                                           | 40                                                       | |                                           |
| 1955/56                                   |    |    |     | 1   |     | Derde Klasse B                                           | 42                                                       | |                                           |
| 1956/57                                   |    |    | 13  |     |     | Tweede Klasse                                            | 27                                                       | |                                           |
| 1957/58                                   |    |    | 8   |     |     | Tweede Klasse                                            | 30                                                       | |                                           |
| 1958/59                                   |    |    | 13  |     |     | Tweede Klasse                                            | 24                                                       | |                                           |
| 1959/60                                   |    |    | 2   |     |     | Tweede Klasse                                            | 39                                                       | |                                           |
| 1960/61                                   | 16 | 16 |     |     |     | Eerste Klasse                                            | 18                                                       | |                                           |
| 1961/62                                   |    |    | 9   |     |     | Tweede Klasse                                            | 29                                                       | |                                           |
| 1962/63                                   |    |    | 7   |     |     | Tweede Klasse                                            | 29                                                       | |                                           |
| 1963/64                                   |    |    | 6   |     |     | Tweede Klasse                                            | 31                                                       | |                                           |
| 1964/65                                   |    |    | 11  |     |     | Tweede Klasse                                            | 28                                                       | |                                           |
| 1965/66                                   |    |    | 10  |     |     | Tweede Klasse                                            | 28                                                       | |                                           |
| 1966/67                                   |    |    | 13  |     |     | Tweede Klasse                                            | 23                                                       | |                                           |
| 1967/68                                   |    |    | 5   |     |     | Tweede Klasse                                            | 35                                                       | |                                           |
| 1968/69                                   |    |    | 10  |     |     | Tweede Klasse                                            | 28                                                       | |                                           |
| 1969/70                                   |    |    | 15  |     |     | Tweede Klasse                                            | 23                                                       | |                                           |
| 1970/71                                   |    |    |     | 2   |     | Derde Klasse A                                           | 37                                                       | |                                           |
| 1971/72                                   |    |    |     | 2   |     | Derde Klasse B                                           | 44                                                       | |                                           |
| 1972/73                                   |    |    |     | 3   |     | Derde Klasse A                                           | 46                                                       | |                                           |
| 1973/74                                   |    |    |     | 5   |     | Derde Klasse A                                           | 39                                                       | |                                           |
| 1974/75                                   |    |    |     | 1   |     | Derde Klasse B                                           | 43                                                       | |                                           |
| 1975/76                                   |    |    | 6   |     |     | Tweede Klasse                                            | 33                                                       | |                                           |
| 1976/77                                   |    |    | 2   |     |     | Tweede Klasse                                            | 35                                                       | Laatste in eindronde met 4 punten |                                           |
| 1977/78                                   |    |    | 15  |     |     | Tweede Klasse                                            | 18                                                       | |                                           |
| 1978/79                                   |    |    |     | 7   |     | Derde Klasse B                                           | 32                                                       | |                                           |
| 1979/80                                   |    |    |     | 2   |     | Derde Klasse B                                           | 39                                                       | |                                           |
| 1980/81                                   |    |    |     | 2   |     | Derde Klasse B                                           | 43                                                       | Degradatie naar Vierde Klasse omwille van competitiefraude |                                           |
| 1981/82                                   |    |    |     |     | 1   | Vierde Klasse C                                          | 47                                                       | |                                           |
| 1982/83                                   |    |    |     | 5   |     | Derde Klasse B                                           | 35                                                       | |                                           |
| 1983/84                                   |    |    |     | 1   |     | Derde Klasse B                                           | 42                                                       | |                                           |
| 1984/85                                   |    |    | 11  |     |     | Tweede Klasse                                            | 27                                                       | |                                           |
| 1985/86                                   |    |    | 7   |     |     | Tweede Klasse                                            | 32                                                       | |                                           |
| 1986/87                                   |    |    | 11  |     |     | Tweede Klasse                                            | 26                                                       | |                                           |
| 1987/88                                   |    |    | 3   |     |     | Tweede Klasse                                            | 34                                                       | Derde in eindronde met Eendracht Aalst, KRC Harelbeke en Lierse SK met 4 punten                                                                                   |                                           |
| 1988/89                                   |    |    | 6   |     |     | Tweede Klasse                                            | 31                                                       | |                                           |
| 1989/90                                   |    |    | 9   |     |     | Tweede Klasse                                            | 30                                                       | |                                           |
| 1990/91                                   |    |    | 12  |     |     | Tweede Klasse                                            | 26                                                       | |                                           |
| 1991/92                                   |    |    | 15  |     |     | Tweede Klasse                                            | 22                                                       | |                                           |
| Als Koninklijke Patro Eisden              |    |    |     |     |     |                                                          |                                                          | |                                           |
| 1992/93                                   |    |    |     | 4   |     | Derde Klasse B                                           | 36                                                       | |                                           |
| 1993/94                                   |    |    |     | 1   |     | Derde Klasse B                                           | 50                                                       | |                                           |
| 1994/95                                   |    |    | 14  |     |     | Tweede Klasse                                            | 25                                                       | |                                           |
| 1995/96                                   |    |    | 13  |     |     | Tweede Klasse                                            | 41                                                       | |                                           |
| 1996/97                                   |    |    | 12  |     |     | Tweede Klasse                                            | 40                                                       | |                                           |
| 1997/98                                   |    |    | 14  |     |     | Tweede Klasse                                            | 36                                                       | |                                           |
| Als Koninklijke Maasland Maasmechelen     |    |    |     |     |     |                                                          |                                                          | |                                           |
| 1998/99                                   |    |    | 12  |     |     | Tweede Klasse                                            | 37                                                       | |                                           |
| 1999/00                                   |    |    | 10  |     |     | Tweede Klasse                                            | 50                                                       | |                                           |
| 2000/01                                   |    |    | 13  |     |     | Tweede Klasse                                            | 37                                                       | |                                           |
| Als Koninklijke Patro Maasmechelen        |    |    |     |     |     |                                                          |                                                          | |                                           |
| 2001/02                                   |    |    | 18  |     |     | Tweede Klasse                                            | 30                                                       | Verlies in halve finale degradatie-eindronde tegen KV Oostende, maar behoud door licentieweigeringen aan andere clubs in Eerste en Tweede Klasse                  |                                           |
| 2002/03                                   |    |    | 18  |     |     | Tweede Klasse                                            | 24                                                       | Derde in eindronde, na verlies tegen Oud-Heverlee Leuven en winst tegen Wevelgem City, maar behoud door licentieweigeringen aan andere clubs in de hoogste reeks  |                                           |
| 2003/04                                   |    |    | 8   |     |     | Tweede Klasse                                            | 49                                                       | |                                           |
| 2004/05                                   |    |    | 17  |     |     | Tweede Klasse                                            | 37                                                       | Degradatie naar Vierde Klasse - seizoen beëindigd op een degradatieplaats en niet correcte overdracht patrimonium naar de nieuwe vzw                              |                                           |
| Als Koninklijke Patro Eisden Maasmechelen |    |    |     |     |     |                                                          |                                                          | |                                           |
| 2005/06                                   |    |    |     |     | 12  | Vierde Klasse C                                          | 32                                                       | |                                           |
| 2006/07                                   |    |    |     |     | 9   | Vierde Klasse C                                          | 40                                                       | |                                           |
| 2007/08                                   |    |    |     |     | 2   | Vierde Klasse C                                          | 55                                                       | Eindronde via eindrangschikking en uitgeschakeld in de eerste ronde door Rupel Boom FC met 0-2                                                                    |                                           |
| 2008/09                                   |    |    |     |     | 9   | Vierde Klasse C                                          | 41                                                       | |                                           |
| 2009/10                                   |    |    |     |     | 6   | Vierde Klasse C                                          | 44                                                       | |                                           |
| 2010/11                                   |    |    |     |     | 1   | Vierde Klasse C                                          | 74                                                       | |                                           |
| 2011/12                                   |    |    |     | 14  |     | Derde Klasse B                                           | 35                                                       | |                                           |
| 2012/13                                   |    |    |     | 3   |     | Derde Klasse B                                           | 67                                                       | Eindronde voor promotie - Bocholter VV uitgeschakeld in de eerste ronde (0-2 en 2-1) - in de volgende ronde uitgeschakeld door Racing Mechelen (1-1 en 1-0)       |                                           |
| 2013/14                                   |    |    |     | 3   |     | Derde Klasse B                                           | 62                                                       | Eindronde: In de eerste ronde vrijgesteld; in de tweede Hoogstraten VV uitgeschakeld (3-0 en 1-2); in de derde ronde Union Sint-Gillis uitgeschakeld (2-1 en 2-0) |                                           |
| 2014/15                                   |    |    | 16  |     |     | Tweede Klasse                                            | 26                                                       | Barrages vermeden doordat RAEC Mons failliet werd verklaard |                                           |
| 2015/16                                   |    |    | 15  |     |     | Tweede Klasse                                            | 24                                                       | In de Beker van België uitgeschakeld door Club Brugge in de 16e finale (0-4)                                                                                      |                                           |
|                                           | 1A | 1B | 1Am | 2Am | 3Am | Vanaf 2016-17 zijn er 3 nationale en 2 regionale niveaus | Vanaf 2016-17 zijn er 3 nationale en 2 regionale niveaus | Vanaf 2016-17 zijn er 3 nationale en 2 regionale niveaus |                                           |
| 2016/17                                   |    |    | 10  |     |     | Eerste klasse Am.                                        | 38                                                       | |                                           |
| 2017/18                                   |    |    | 16  |     |     | Eerste klasse Am.                                        | 14                                                       | |                                           |
| 2018/19                                   |    |    |     | 1   |     | Tweede klasse Am.                                        | 66                                                       | |                                           |
| 2019/20                                   |    |    | 5   |     |     | Eerste klasse Am.                                        | 36                                                       | Competitie vroegtijdig stopgezet wegens de Coronacrisis |                                           |
| 2020/21                                   |    |    | 4   |     |     | Eerste nationale                                         | 4                                                        | Competitie vroegtijdig stopgezet wegens de Coronacrisis |                                           |
| 2021/22                                   |    |    | 6   |     |     | Eerste nationale                                         | 46                                                       | |                                           |
| 2022/23                                   |    |    | 1   |     |     | Eerste nationale                                         | 86                                                       | Kampioen, voor het eerst in de geschiedenis als volledige profclub aantredend op het tweede niveau                                                                |                                           |
| 2023/24                                   |    | 6  |     |     |     | Eerste klasse B                                          | 51                                                       | Deelname aan de play-offs |                                           |
| 2024/25                                   |    | 5  |     |     |     | Eerste klasse B                                          | 49                                                       | Wint de Promotie play-offs in 1B, maar verliest de barrage met eerste klasser Cercle Brugge (1-5 thuis en 3-1 uit).                                               |                                           |

## Spelers
In de loop van de jaren waren bij Patro een aantal spelers actief die bekend zijn in binnen- en buitenland:
- Issam Al Kamouchi
- Mitch Apau
- Yves Baré
- Vital Borkelmans
- Nico Claesen
- Lei Clijsters
- Aimé Coenen
- Walter Degreef
- Gregory Delwarte
- Marc Eberle
- Bernt Evens
- Anis Hadj Moussa
- Stijn Haeldermans
- Manu Karagiannis
- Janusz Kowalik
- Benoît Ladrière
- Paul Lambrichts
- Jef Maussen
- Pieter Mbemba
- Aziz Moutawakil
- Ahmet Öcal
- Marvin Ogunjimi
- Jacky Peeters
- Stef Peeters
- Marcos Pereira
- Huub Pfennings
- Steve Rubanguka
- Horst Schlierer
- Peter Utaka
- Kurt Van De Paar
- Lukas Van Eenoo
- Kenny Van Hoevelen
- Marc Wagemakers